# Readsboro
Readsboro es un pueblo ubicado en el condado de Bennington en el estado estadounidense de Vermont. En el año 2010 tenía una población de 763 habitantes y una densidad poblacional de 8,07 personas por km².

## Geografía
Readsboro se encuentra ubicado en las coordenadas 42°46′46″N 72°57′41″O / 42.77944, -72.96139.

## Demografía
Según la Oficina del Censo en 2000 los ingresos medios por hogar en la localidad eran de $35,000 y los ingresos medios por familia eran $48,214. Los hombres tenían unos ingresos medios de $33,056 frente a los $21,964 para las mujeres. La renta per cápita para la localidad era de $17,911. Alrededor del 7% de la población estaba por debajo del umbral de pobreza.